# 収束半径
収束半径(しゅうそくはんけい、radius of convergence) とは、冪級数が収束する定義域を与える非負量（実数あるいは∞）である。
次の冪級数を考える。
{\displaystyle f(z)=\sum _{n=0}^{\infty }c_{n}(z-a)^{n}}
ただし、中心 a や係数 cn は複素数（特に実数）とする。次の条件が成立するとき、 r をこの級数の収束半径という。
{\displaystyle \left|z-a\right|<r}
であるとき、級数は収束し、
{\displaystyle \left|z-a\right|>r}
であるとき、級数は発散する。
もし、級数が全ての複素数 z に関して収束するならば、収束半径は ∞ となる。

## 収束半径の値
収束半径は、級数の各項にコーシーの冪根判定法を適用することで求めることができる。もし、
{\displaystyle C=\limsup _{n\rightarrow \infty }{\sqrt[{n}]{|c_{n}|}}}
（{\displaystyle \limsup }は上極限を表す）であれば、収束半径は 1/C である。 C=0 であれば、収束半径は無限であり、複素数平面上に特異点は存在せず、 f(z) が整関数であることを意味する。
ただ、大抵の場合はダランベールの収束判定法で事足りる。ある自然数 m が存在し、 m<n となるすべての自然数 n について cn≠0 となるとき、極限
{\displaystyle L=\lim _{n\rightarrow \infty }\left|{\frac {c_{n+1}}{c_{n}}}\right|}
が存在するならば、収束半径は 1/L である。この極限は、上記の C より計算しやすい。しかし、代わりに C に関する公式を使わねばならないような場合には、 L は収束しない。
また、具体的に係数 cn が求まらない場合は優級数を用いて評価する方法もある。複素関数の場合には、複素数 z0 を中心としたテイラー展開の収束半径は、その点から最も近い特異点（微分できない点）までの距離に等しいことが知られている。逆に複素数平面上に級数が収束する領域を円で表すと、その境界線上には必ず特異点が存在することになる。特異点が存在しない場合は、収束半径は無限大である。